# Hydrovatus simoni
Hydrovatus simoni är en skalbaggsart som beskrevs av Régimbart 1894. Hydrovatus simoni ingår i släktet Hydrovatus och familjen dykare. Inga underarter finns listade i Catalogue of Life.